# Andonis Samarakis
Andonis Samarakis (grč. Αντώνης Σαμαράκης, Atina, 16. avgust 1919 – Pilos, 8. avgust 2003) bio je grčki prozni pisac posleratne generacije, čije je delo međunarodno priznato.
Postao je poznat po svojim izuzetnim književnim doprinosima, koje karakterišu mudra društvena angažovanost i politički pogledi. Tokom svoje karijere, Samarakis je stvorio delo koje je odjeknulo kako na nacionalnom tako i na međunarodnom nivou, što mu je donelo priznanje jednog od najcenjenijih grčkih pisaca XX veka.

## Rani život i obrazovanje
Rođen u Atini, u Grčkoj, Samarakis je odrastao u okruženju političkih previranja i iskusio je burne događaje Drugog svetskog rata i Grčkog građanskog rata koji je usledio. Njegova mladost u ovom nestabilnom okruženju duboko je uticala na njegov pogled na svet i dala mu tematsku podlogu za veliki deo njegove kasnije književne karijere. Samarakis je studirao pravo na univerzitetu u Atini, dobivši nakon toga titulu pravmika. Iako je započeo advokatsku karijeru, njegova ljubav prema književnosti ga je na kraju dovela do toga da se u potpunosti posveti pisanju. 

## Književna karijera
Samarakis je započeo svoju književnu karijeru 1940-ih, stekavši priznanje za svoje pripovetke i eseje u kojima je ispitivao složenost ljudske prirode i društvene dinamike. Međutim, upravo su njegovi romani potvrdili njegov status moćnog glasa u grčkoj književnosti.
Jedno od njegovih najuticajnijih dela je distopijski roman „Svršen čin”, koju je objavio 1961. godine. Roman baca svetlost na tiransko buduće doba i služi kao oštra kritika bezakonja, cenzure i podrivanja ličnih sloboda. Kroz pripovedanje Samarakis duboko istražuje ljudsku psihu, analizirajući posledice nekontrolisane vlasti i ugnjetavanja. 

## Teme i stil
Centralno mesto u Samarakisovom pisanju zauzima mudro ispitivanje društvenih i političkih pitanja. Njegova dela se često bave temama kao što su ugnjetavanje, nepravda i otpornost ljudskog duha pred nevoljama. Velikom oštroumnošću i osetljivim zapažanjem Samarakis je stvarao priče koje su imale odjek kod čitalaca, izazivajući razmišljanje o višedimenzionalnim aspektima ljudskog stanja. 

## Nasleđe
Književno nasleđe Andonisa Samarakisa se čuva kao dokaz njegove sposobnosti kao jednog od značajnih glasova u oblasti grčke književnosti.

## Dela
Romani
- Traži se nada (1954)
- Signal za opasnost (1959)
- Odbijam (1961)
- Kancelarija za ideje (1962)
- Greška (1965)
- Pasoš (1973)
- Kontra (1992)
- Autobiografija (1919-1996)

## Nagrade
- Državna nagrada za najbolju pripovetku (1962. za „Odbijam”)
- Nagrada dvanaest književnika − Priznanje Kostas Uranis (1966. za „Grešku”)
- Velika nagrada za detektivski roman u Francuskoj (1970. za „Grešku”)
- Europalia (1982, za celokupni doprinos)
- Orden viteza književnosti i umetnosti (1995)
- Državna nagrada za umetnost i književnost (1995, Francuska)

## Spoljašnje veze
- Emisije koje sam voleo (dokumentarna arhiva ERT-a)
- Noćni posetilac (dokumentarna arhiva ERT-a)